# William Hobson Mills
William Hobson Mills (6. července 1873 – 22. února 1959) byl britský organický chemik, který se věnoval studiu stereochemie a kyanidových barviv.
Studium začal na Cambridgeské univerzitě, kde od roku 1912 působil jako profesor. Mills a jeho spolupracovníci se zabývali výzkumem kyanidových barviv k přípravě fotografických emulzí, hlavně pro vojenské využití v první světové válce. Další výzkumy byly zaměřeny na stereochemii, částečně na optická izoméria. Později zkoumal náhradní deriváty naftalenu, chinolu a benzenu.
V roce 1923 se stal členem Královské společnosti.